# Lottie Lake
Lottie Lake est un hameau (hamlet) du comté de Saint-Paul No 19, situé dans la province canadienne d'Alberta.